# Junya Nodake
Junya Nodake (født 11. september 1994) er en japansk fodboldspiller, som spiller for den japanske fodboldklub Kagoshima United FC.